# آیتلیوس
آیتلیوس Aethlius، در اسطوره‌های یونان، پسر زئوس و پروتوگنیا است.
با کالوکه ازدواج کرد و از او صاحب اندومیون شد که بنیادگذار الیس است.